# Burt Kwouk
Burt Tsangtse Kwouk, OBE (* 18. Juli 1930 in Warrington, Lancashire, England; † 24. Mai 2016 in Hampstead, London) war ein britischer Schauspieler chinesischer Abstammung, der unter anderem als Diener Cato in der Pink-Panther-Reihe bekannt wurde.

## Biografie
Burt Kwouk wurde als Sohn chinesischer Eltern in der englischen Grafschaft Lancashire geboren, zog aber kurz nach seiner Geburt mit ihnen nach Shanghai. Seine wohlhabenden Eltern schickten ihn 1947 in die Vereinigten Staaten, wo er Politik und Wirtschaft studieren sollte. Nach der kommunistischen Revolution in China im Jahr 1949 verlor seine Familie allerdings ihr Vermögen und Kwouk musste notgedrungen einige Jahre nach China zurückkehren. In den 1950er-Jahren zog er nach England, wo er sich bald der Schauspielerei zuwandte und fortan in zahlreichen Kinofilmen und Fernsehserien mitwirkte. 
Seine wohl bekannteste Rolle hatte er als Diener Cato in der Pink-Panther-Reihe, in Diensten von Inspektor Clouseau. Kwouk hatte außerdem zweimal eine Nebenrolle in einem James-Bond-Film; in Goldfinger spielte er Mr. Ling und in dem Film Man lebt nur zweimal eine Figur namens „Nummer 3“. Zudem war er in der Bond-Parodie Casino Royale (1967) ein chinesischer General und in In den Schuhen des Fischers (1968) ein chinesischer Staatschef. Von 2002 bis 2010 wirkte er als „Entwistle“ in der britischen Fernsehserie Last of the Summer Wine mit. Insgesamt war er in mehr als 140 Produktionen zu sehen. Häufig war Kwouk in stereotypischen asiatischen Rollen sowie komödiantischen Parts zu sehen, in einigen Produktionen – wie beispielsweise als Leiter eines Gefangenenlagers in der Serie Tenko (1981–1984) – konnte er allerdings auch sein Talent als dramatischer Schauspieler unter Beweis stellen.
2011 wurde Burt Kwouk zum Officer of the Order of the British Empire ernannt. Er starb im Mai 2016 mit 85 Jahren nach einer Krebserkrankung. Er hinterließ seine Ehefrau Caroline Tebbs, mit der seit 1961 verheiratet war, sowie den gemeinsamen Sohn Christopher.

## Filmografie (Auswahl)
- 1957: Der Mann im Feuer (Windom’s Way)
- 1958: Die Herberge zur 6. Glückseligkeit (The Inn of the Sixth Happiness)
- 1958: Feinde von gestern (Yesterday's Enemy)
- 1960: Einmal China und zurück (Visa to Canton)
- 1960: Terror der Tongs (The Terror of the Tongs)
- 1960–1961: Geheimauftrag für John Drake (Danger Man) (Fernsehserie, 2 Folgen)
- 1961–1965: Mit Schirm, Charme und Melone (The Avengers) (Fernsehserie, 3 Folgen)
- 1963: 55 Tage in Peking (55 Days at Peking, Stimme)
- 1963: The Sentimental Agent (Fernsehserie, 12 Folgen)
- 1964: Ein Schuß im Dunkeln (A Shot in the Dark)
- 1964: James Bond 007 – Goldfinger (Goldfinger)
- 1965: Der Fluch der Fliege (Curse of the Fly)
- 1965–1968: Simon Templar (Fernsehserie, 3 Folgen)
- 1966: Die 13 Sklavinnen des Dr. Fu Man Chu (The Brides of Fu Manchu)
- 1966: Marrakesch (Our Man in Marrakesh)
- 1966: Sie fürchten weder Tod noch Teufel (Lost Command)
- 1967: Casino Royale
- 1967: Die Rache des Dr. Fu Man Chu (The Vengeance of Fu Manchu)
- 1967: James Bond 007 – Man lebt nur zweimal (You Only Live Twice)
- 1967–1969: Callan (Fernsehserie, 2 Folgen)
- 1968: Der Haftbefehl (Nobody Runs Forever)
- 1968: In den Schuhen des Fischers (The Shoes of the Fisherman)
- 1969: Der gefährlichste Mann der Welt (The Most Dangerous Man in the World)
- 1970: Deep End
- 1972: In den Fängen der Madame Sin (Madame Sin)
- 1972: Jason King (Fernsehserie; 1 Folge)
- 1972–1973: Gene Bradley in geheimer Mission (Gene Bradley; Fernsehserie, 2 Folgen)
- 1974: Der rosarote Panther kehrt zurück (The Return of the Pink Panther)
- 1975: Rollerball
- 1976: Inspektor Clouseau, der „beste“ Mann bei Interpol (The Pink Panther Strikes Again)
- 1977: Drei Fremdenlegionäre (The Last Remake of Beau Geste)
- 1977: Sherlock Holmes oder Der sonderbare Fall vom Ende der Zivilisation (The Strange Case of the End of Civilization as We Know It)
- 1978: Inspector Clouseau – Der irre Flic mit dem heißen Blick (Revenge of the Pink Panther)
- 1978: Simon Templar – Ein Gentleman mit Heiligenschein (Return of the Saint) (Fernsehserie, 1 Folge)
- 1980: Das boshafte Spiel des Dr. Fu Man Chu (The Fiendish Plot of Dr. Fu Manchu)
- 1980: Der Aufpasser (Minder) (Fernsehserie, 1 Folge)
- 1981–1985: Tenko (Fernsehserie, 19 Folgen)
- 1982: Doctor Who (Fernsehserie, 4 Folgen)
- 1982: Der rosarote Panther wird gejagt (Trail of the Pink Panther)
- 1983: Der Fluch des rosaroten Panthers (Curse of the Pink Panther)
- 1983: Hart aber herzlich (Hart to Hart, Fernsehserie, S5E7: Eine Mords-Rallye)
- 1985: Eine demanzipierte Frau (Plenty)
- 1987: Das Reich der Sonne (Empire of the Sun)
- 1988: Noble House (Fernsehminiserie)
- 1989: Donner des Todes (Race for Glory)
- 1990: Air America
- 1992: Mach’s nochmal, Columbus (Carry On Columbus)
- 1992: Trennung mit Hindernissen (Shooting Elizabeth)
- 1993: Der Sohn des rosaroten Panthers (Son of the Pink Panther)
- 2001: Kiss of the Dragon
- 2002–2010: Last of the Summer Wine (Fernsehserie, 78 Folgen)
- 2003: Jenseits aller Grenzen (Beyond Borders)
- 2003: Tor zum Himmel (Gate to Heaven)
- 2003–2005: The Bill (Fernsehserie; 3 Folgen)
- 2004: Die Samurai der Moderne – Die dunkle Seite (Les fils du vent)
- 2004: Fat Slags
- 2004: Wake of Death
- 2006: Gerichtsmediziner Dr. Leo Dalton (Silent Witness) (Fernsehserie, 2 Folgen)
- 2010: Spirit Warriors (Fernsehserie, 4 Folgen)